# Dikromácia
A dikromácia, dikromázia (szó szerint „két színt látás”) vagy dikromatikus színlátás egy olyan állapot, amiben az élőlénynek két különböző csatornája van a színlátáshoz. Emberek esetében színtévesztésnek nevezik, ha az egyik csatorna teljesen hiányzik. Típusai szerinti elnevezése protanopia = vörös színre vak; deuteranopia = zöld színre vak; tritanopia = kék színre vak.
Megkülönböztetendő a színvakságtól (monokromácia), hiszen az utóbbi színérzékelési hiányossággal csak a szürke árnyalatai érzékelhetők a fehértől a feketéig. Ezzel szemben a dikromátok a három főszín (kék, zöld, piros) egyikének érzékelésére képtelenek. 
Sokáig úgy gondolták, hogy az emberi színtévesztés is ugyanígy működik, ez azonban tévedésnek bizonyult. A dikromázia lehet protoanópia, deuteranópia, vagy tritanópia.
Azonban kiderült, hogy a színtévesztés is az anomáliához hasonlóan működik, csak erősebb, azaz valamelyik színt gyengén látja a többihez képest. Emiatt az -anópia utótag helyett inkább az -anomália utótagot használják. 
A pontos típust Farnsworth-teszttel, anomaloszkóppal vagy Isihara-teszttel lehet meghatározni. Mérhető a színtévesztés súlyossága is, ami az erősebb anomáliától a gyenge színvakságig tart.
A legtöbb emlős az elterjedt elképzeléssel szemben nem színvak, hanem dikromát, két csaptípussal (kék és zöld). Ennek oka az ősi emlősök éjszakai életmódja. Az óvilági majmok, köztük az ember egy génduplikációval nyert egy újabb csaptípust (piros), ami az érett gyümölcsök felismerése mellett a kommunikációban is szerephez jut. Az újvilági majmok nőstényeinek kétharmada trikromát.
A dikromázia tudományos szempontból is fontos, mert segíti a tudományos elméletek igazolását, vagy cáfolását.

## Okai
A színtévesztés genetikai okokból elsősorban a férfiakat sújtja: a férfiak mintegy nyolc százaléka színtévesztő, a nők közt ez az arány csak 0,2 százalék. Ennek az az oka, hogy a szemcsapok színspecifikus festékjének génje - és ennek hibája is - az X kromoszómában öröklődik. A férfiak csak egy X nemi kromoszómával rendelkeznek, amit anyjuktól örökölnek, így az édesanya - aki nem is feltétlenül színtévesztő - közvetlenül fiaira örökítheti a színtévesztő gént. A lánygyermekeknek azonban két X-kromoszómájuk van. Ha ezekből csak az egyik hordozza a mutáns gént, a színtévesztés nem fejlődik ki. A mutáció eredményeként a különböző csaptípusok érzékenységi görbéje eltolódhat, vagy működésképtelenné válhatnak. A színtévesztés szerzett is lehet, betegség, vagy sérülés következménye, mint például szemhályoggyulladás, mérgezés, alkoholizmus, vagy cukorbetegség.

## Fajtái

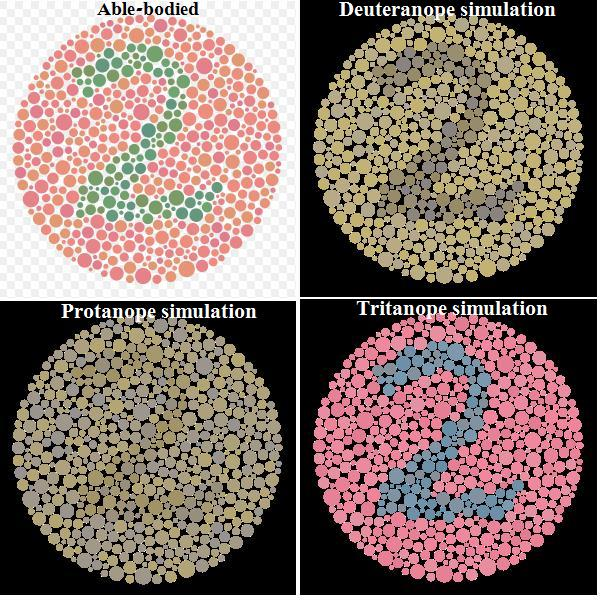
Isihara teszt különféle színlátási hibáknál.
Egészséges látásnál; deuteranopiás (fent), protanopiás és tritanopiás látásnál (lent)

A színtévesztés két fokozata a rendellenes színlátás (anomália), illetve valamelyik szín érzékelésének hiánya:
- protanomália, illetve protanópia (vörös)
- deuteranomália, illetve deuteranópia (zöld)
- tritanomália, illetve tritanópia (kék)
- tetranomália, illetve tetranópia (kék)

Az anópiás elnevezéseket ma már nem használják, mert kiderült, hogy a színtévesztések csak súlyosabb anomáliák.
A színtévesztés különböző fajtái sokkal gyakoribbak a teljes színvakságnál. Általában a piros és a zöld színt keverik össze a színtévesztők. Érdekes, hogy ez a rendellenes színlátás többnyire férfiaknál fordul elő (a férfiak kb. 8%-a, a nőknek kb. 0,2%-a színtévesztő). Ennek oka, hogy a humán X-kromoszóma örökíti, és így a hibás X-kromoszóma nem korrigálódik.
A vörös és a zöld szín érzékelésének hiánya gyakrabban, a kéké ritkán öröklődik.
Aszerint, hogy valaki melyik fő színt érzékeli kevéssé, a színtévesztésnek három fajtája van:
- A leggyakoribb a zöld szín érzékelésének csökkenése, a deuteranópia, újabban deuteranomália. A férfiak több, mint egy százalékát érinti.
- Csaknem ennyire gyakori a protanópia, újabban protanomália, a vörös szín érzékelésének hiánya, amely minden századik férfit érint.

Ezt a két típust együtt vörös-zöld színtévesztésnek is nevezik.
- A tritanópia, újabban tritanomália, a kék szín érzékelésének csökkenése százezer férfiból csak egynél fordul elő. Ez a típus súlyosabb, mint az azonos erősségű vörös-zöld színtévesztés, mert ez okozza a legtöbb színárnyalat elvesztését.

## Felismerése
A színvakság és a színtévesztés is többnyire örökletes. Kisgyermekkorban nehéz észrevenni őket, hiszen a gyermeket nem zavarják, mivel egész életében így látott, és ezt szokta meg, csak már akkor, ha például színes
ceruzák vagy kréták közül kell kiválasztania a helyes színűt, és erre képtelen, mert nem látja a különbséget.
A színlátási zavarokra általában a gyermek tanára figyel fel, amikor rajzain nem valósághűen ábrázolja a színeket, vagy összezavarodik, amikor színes eszközöket kell használnia. A színtévesztés nem kíván orvosi kezelést. Bizonyos esetekben azonban, ha szükséges, színszűrővel korrigálható.
A gyanú megerősítésére használják az Ishiara-tesztet (baboskönyv), illetve az anomaloszkópot. A különféle módszerekkel a zavar típusa és mértéke is meghatározható. A dikromát színteret meghatározza a hiányzó szín, a null-fényességű (null-luminanciájú) sík, és a null-krominanciájú sík. Magában a leírásban nem szerepel a hiányzó szín, ennek ellenére elég információt nyújt a fundamentális színtér meghatározására, így megmutatja, hogy milyen színeket lát a színtévesztő. Ez a null-fényességű és a null-krominanaciájú sík meghatározásából áll, amelyek a hiányzó színben metszik egymást.

## A látott színek száma
A Medical College of Wisconsin kutatói szerint mindhárom csap (piros, kék, zöld) egyaránt 100 színárnyalat érzékelésére képes, amiből kiszámolható, hogy a trikromátok 1 millió színárnyalatot különböztethetnek meg. Más kutatók a megkülönböztethető színek maximális számát 2,3 millióra teszik. Hasonló számításokkal a színtévesztők legfeljebb 10 ezer árnyalatot tudnak megkülönböztetni, amit azonban nem erősítettek meg érzékszervi vizsgálatokkal.
Továbbá egy 2006-os kutatás szerint alacsony frekvenciákon (1 Hz) a színtévesztők küszöbértéke magasabb a színinformációkra, mint a normál színlátásúaké. Magasabb frekvenciákon (100 Hz) legalább olyan jók, mint a trikromátok. Itt a hertzek nem a szín, hanem a takarás és kitakarás frekvenciáját jelentik.

## Következményei
A színtévesztők többsége elfogadja állapotát, és viszonylag könnyen megtanul együtt élni vele. Különböző kísérletek szerint ugyanolyan esztétika alakul ki náluk is, mint a normál színlátásúaknál, vagy a tetrakromátoknál.
Vannak azonban olyan szakmák, amelyekben megkövetelik a tökéletes színlátást, így a rendellenes színlátásúak esélytelenül pályáznának ezekre a munkákra. Például a pilótáknál, a divattervezőknél, és még sok más területen a legfontosabb tényező a tökéletes látás és színérzékelés. Egyes légi, vagy vízi sportokat sem űzhetnek, mivel a színeknek ott is jelentésük van. A játékokban a bábuk színe, a színes alapra, vagy képekre nyomtatott szövegek, a weblapok színösszeállítása is problémát jelent; egyes összeállításokban vibrálnak előttük a színek.
A kevert színek közötti különbségtétellel is gondjuk lehet, míg egy szín különböző árnyalatait jobban érzékelik. A színek megkülönböztetésének képessége függ az adott tárgyak méretétől és a távolságuktól is; például a vörös-zöld színtévesztők a távolabbi jelzőlámpák színét kevésbé ismerik fel, mint a közelebbiekét. Látásuk jobban összpontosít a formákra és a körvonalakra, mint a jó színlátásúaké. Különböző vizsgálatok szerint a vörös-zöld színtévesztők khaki szín több árnyalatát tudják megkülönböztetni, mint a jó színlátásúak, ezért jobban átlátnak az álcán. Ezt egyes országok hadseregében ki is használják. Magyarországon azonban a színtévesztés kizáró ok a katonaságnál. A félhomályban jobban tájékozódnak, mint a jó színlátásúak, mivel szemük kompenzációképpen több pálcikát tartalmaz.

## Állatok
Néha megkönnyíti a kutatást, ha hasonló, de egyszerűbb rendszereket lehet tanulmányozni. Például lehet olyan rendszereket tanulmányozni, ahol az adott állatnak nincsenek pálcikái. Ez az állapot embernél ritka, de vannak például madárfajok, amelyeknél ez a normális. Ezek tanulmányozása a színtévesztés megértésében is segített.
Az első triász kori emlősök trikromátok voltak, de a legtöbb méhlepényes emlős dikromát. A nagyobb hullámhosszak látásának képessége elveszett a méhlepényes emlősök őseinél, de megmaradt az erszényeseknél, amelyekre ma is a trikromázia a jellemző. A genetikai bizonyítékok és a viselkedés vizsgálata szerint a Didelphis albiventris faj dikromát; sőt, az egész Didelphis nem dikromát. A dikromatikus színlátás segít színeket megkülönböztetni a félhomályban; az ősi méhlepényes emlősök éjszakai életmódja kedvezett a harmadik csaptípus elvesztésének.
A méhlepényes emlősök között a következők kivételek a dikromatikus színlátás alól: a keskenyorrú majmok, köztük az emberrel, akik trikromátok; és a tengeri emlősök, akik monokromátok egy csaptípussal, ide értve az úszólábúakat és a ceteket. A legtöbb újvilági majomfajnál a hímek dikromátok, és a nőstények 60%-a trikromát; a trikromázia genetikai okokból nem alakulhat ki a hímeknél. A bőgőmajomformáknál azonban a helyzet az emberéhez hasonló. Az éjimajomfélék viszont a tengeri emlősökhöz hasonlóan monokromátok.

## Története
John Dalton 1794-ben megjelent közleménye az első, amely a színvakságot részletesen leírja, saját magán végzett megfigyelései alapján. (Azóta nevezik a vörös-zöld színvakságot daltonizmusnak.) Míg az emberek többsége a szivárvány színeiben hét színt tud megkülönböztetni, addig ő csak hármat lát, állapította meg: sárgát, kéket és ibolyát. Nappali megvilágításban számára a fű vörös, a vér fekete színűnek tűnik. Azóta sok újabb megfigyelés is igazolta, hogy a színtévesztők, sőt a színvakoknak nevezett súlyos színtévesztők is látnak színeket, de egészen másképpen, mint a jó színlátók, és általában csak kevés árnyalatot tudnak megkülönböztetni. Dalton azzal magyarázta színlátási hibáját, hogy szemének törő-közegei a spektrum vörös végében elnyelik a fényt. Később Young és Helmholtz, akik a 20. század elején felismerték, hogy a színeket három érzékelő pigment segítségével látjuk, úgy vélekedtek, hogy a színtévesztők egyik pigmentje gyengébb, vagy egyáltalán nem fejlődött ki.

## Fordítás
- Ez a szócikk részben vagy egészben  a   Dichromacy című angol Wikipédia-szócikk fordításán alapul.  Az eredeti cikk szerkesztőit annak laptörténete sorolja fel. Ez a jelzés csupán a megfogalmazás eredetét és a szerzői jogokat jelzi, nem szolgál a cikkben szereplő információk forrásmegjelöléseként.
- A Fajtái, Felismerése, A látott színek száma és az Állatok szakaszokban tartalmaz angolból fordított részeket.